# Cure Me
Cure Me è un brano di Elisa, pubblicato nel 1998 e inserito nella seconda edizione del suo album d'esordio Pipes & Flowers, dal quale è stato estratto come quarto ultimo singolo ufficiale.

## Descrizione
La canzone è stata prodotta da Darren Allison ed è stata scritta da Elisa insieme al suo gruppo (Andrea Rigonat, Andrea Fontana, Max Gelsi, Christian Rigano e Carlo Bonazza). A proposito di questo, nell'album Pipes & Flowers è indicato solamente che la musica è stata scritta da Elisa, senza alcuna indicazione sugli autori del testo.
Il brano è presente nel film La prima volta di Massimo Martella.

## Il singolo
Il singolo della canzone, uscito il 18 ottobre 1998, oltre a Cure Me contiene la versione strumentale della canzone e il brano Shadow Zone tratto dall'album Pipes & Flowers. Non esiste la versione promozionale.

## Video musicale
Il video del brano è stato diretto da Alessandra Pescetta (regista anche dei video di A Feast for Me e Gift) e vede come protagonista Elisa e la sua band, presente anche nel video di A Feast for Me.

## Tracce
1. Cure Me (Vocal Mix) – 3:31 (E. Toffoli, E. Toffoli, A. Rigonat, A. Fontana, M. Gelsi, C. Rigano, C. Bonazza)
2. Cure Me (Instrumental) – 3:31 (E. Toffoli, E. Toffoli, A. Rigonat, A. Fontana, M. Gelsi, C. Rigano, C. Bonazza)
3. Shadow Zone (Album Version) – 4:17 (E. Toffoli, C. M. Warner, E. Toffoli)